# Palaeothespis oreophilus
Palaeothespis oreophilus es una especie de mantis de la familia Thespidae.

## Distribución geográfica
Se encuentra en China.